# Johnnie Morton
Johnnie James Morton Jr. (Inglewood, 7 ottobre 1971) è un ex giocatore di football americano statunitense che ha giocato nel ruolo di wide receiver nella National Football League (NFL).

## Biografia
Al college Morton giocò a football a USC. Fu scelto come 21º assoluto nel Draft NFL 1994 dai Detroit Lions. Si ritagliò un posto nel profondo reparto di ricevitori della squadra, che vedeva la sua presenza del Pro Bowler Herman Moore e del veterano Brett Perriman. Dopo la sua stagione da rookie nel 1994, Morton divenne lo slot receiver dei Lions nl 1995, dando anche il suo contributo negli special team come kick returner e punt returner. Fu parte di uno dei più prolifici attacchi della storia dei Lions quell'anno, che si classificò al secondo posto nella NFL con 436 e si qualificò per i playoff per il terzo consecutivo. Forse la gara più memorabile di quell'anno fu il Giorno del Ringraziamento contro i Minnesota Vikings. Moore (127 yard), Perriman (153) e Morton (102) superarono tutti le cento yard ricevute, il running back Barry Sanders corse 138 yard e il quarterback Scott Mitchell passò 410 yard nella vittoria per 44-38.
Dopo l'addio di Perriman, Morton guadagnò più spazio negli anni successivi. A livello statistico la sua miglior stagione fu quella del 1999 in cui ricevette 80 passaggi per 1129 yard, con i Lions che a sorpresa raggiunsero i playoff malgrado l'inatteso ritiro di Barry Sanders. La sua carriera si chiuse con 624 ricezioni per 8.719 yard e 43 touchdown. Al 2015, si trova ancora al terzo posto nella classifica di tutti i tempi dei Lions per ricezioni e yard ricevute, con 469 e 6.499, rispettivamente.

## Palmarès
- All-American - 1993

## Statistiche
| Partite totali      | 182   |
| Partite da titolare | 156   |
| Ricezioni           | 624   |
| Yard ricevute       | 8.719 |
| Touchdown           | 43    |